# Fuensaldaña

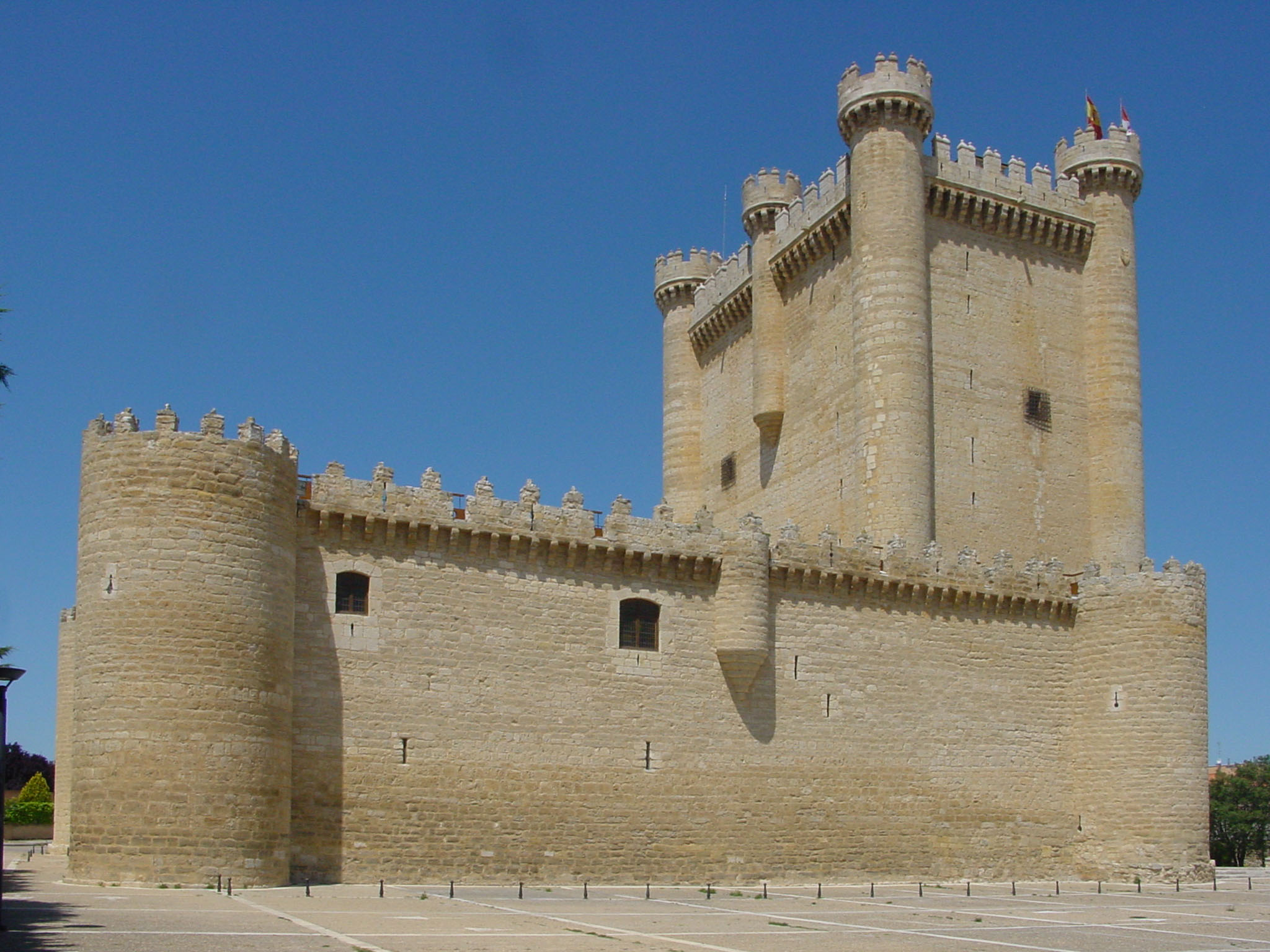
Kasteel

Fuensaldaña is een gemeente in de Spaanse provincie Valladolid in de regio Castilië en León met een oppervlakte van 25,09 km². Fuensaldaña telt 1.563 inwoners (1 januari 2016).